# Albert Langereis
Albert Langereis (ur. 13 lipca 1888 w Hoogwoud, zm. 13 stycznia 1966 w Amsterdamie) – holenderski strzelec, olimpijczyk.
Uczestnik Letnich Igrzysk Olimpijskich 1924. Zajął 69. miejsce w karabinie dowolnym leżąc z 600 m i 16. pozycję w karabinie dowolnym drużynowo (osiągnął najlepszy wynik w zespole holenderskim).

## Wyniki

### Igrzyska olimpijskie
| Igrzyska   | Konkurencja                  | Wynik                            | Miejsce | Źródło |
| ---------- | ---------------------------- | -------------------------------- | ------- | ------ |
| Paryż 1924 | Karabin dowolny, drużynowo   | 458 pkt. (druż.) 103 pkt. (ind.) | 16      | [ 2 ]  |
| Paryż 1924 | Karabin dowolny leżąc, 600 m | 55 pkt.                          | 69      | [ 1 ]  |